# دايفيد كيلي (دبلوماسي)
دايفيد كيلي (بالإنجليزية: David Kelly)‏ (و. 1891 – 1959 م) هو دبلوماسي بريطاني، ولد في أديلايد، توفي عن عمر يناهز 68 عاماً.

## مناصب
تولى منصب ambassador of the United Kingdom to the Soviet Union ‏ (1949–1951)
- سفير المملكة المتحدة لدى تركيا (1946–1949)[4]
- سفير المملكة المتحدة لدى الأرجنتين (1942–1946)[4]
- سفير المملكة المتحدة لدى سويسرا (1940–1942)[4]

.

## التعليم
تعلم في كلية المجدلية، وتعلم في مدرسة القديس بولس ‏
.

## الخدمة العسكرية
خدم في الجيش البريطاني.

## جوائز
حصل على جوائز منها:
- الصليب العسكري
- وسام الصليب الأكبر من رتبة القديسان ميخائيل وجرجس

## روابط خارجية
- دايفيد كيلي على موقع مونزينجر (الألمانية)